# Kari Skogland

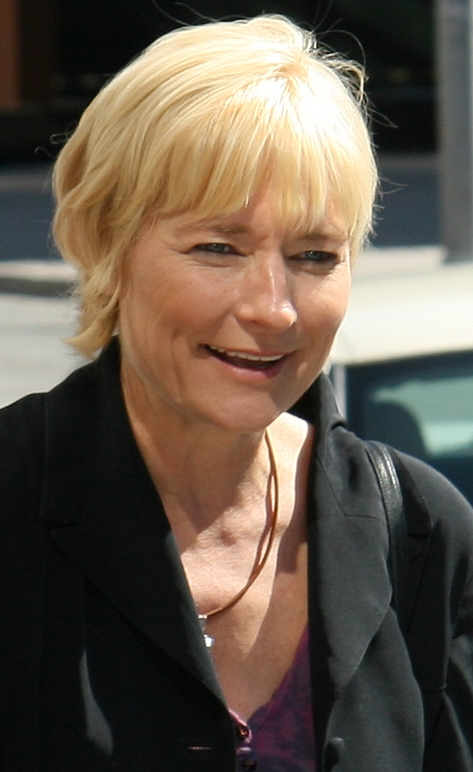
Kari Skogland beim Toronto International Film Festival 2008

Kari Skogland (* 20. Jahrhundert in Ottawa, Ontario) ist eine kanadische Film- und Fernsehregisseurin, Filmproduzentin und Drehbuchautorin.

## Karriere
Kari Skogland begann ihre Karriere als Regisseurin von Werbespots. In den frühen 1990er Jahren wechselte sie mit MTVs Dead at 21 – Tödliche Träume ins Fernsehen. Zwei Jahre später inszenierte sie sechs Episoden der Science-Fiction-Serie Traders und mit der Filmkomödie Groß wie Wassermelonen ihren ersten Spielfilm. Für die Komödie, die Skogland auch erstmals selbst produzierte, konnte sie unter anderem den Silver Award des WorldFest in Houston gewinnen. Nach Regiearbeiten bei Nikita und The Crow – Die Serie folgte 1999 der Horrorfilm Kinder des Zorns 6 – Isaacs Rückkehr, dem sechsten Teil der Kinder-des-Zorns-Filmreihe. Der Film ist im Gegensatz zu seinen vier Vorgängerfilmen eine direkte Fortsetzung des ersten Teils und zeigt die Rückkehr von John Franklin als mörderischer Isaac.
Mit den Thrillern Zebra Lounge (2001) und Liberty Stands Still (2002) und dem 2003 lose auf der Romanserie Flusswelt von Philip José Farmer basierenden gescheiterten Sci-Fi-Channel-Pilotfilm Riverworld – Welt ohne Ende erweiterte sie ihr Genrespektrum. An ihren nächsten drei Filmen, Rapid Fire – Der Tag ohne Wiederkehr (2006), The Stone Angel (2007) und 50 Dead Men Walking – Der Spitzel (2008), war sie nicht nur als Regisseurin beteiligt, sondern schrieb auch jeweils das Drehbuch und produzierte die beiden letztgenannten Filme. Insbesondere für The Stone Angel und 50 Dead Men Walking erhielt sie neben Kritikerlob auch mehrere Auszeichnungen und Nominierungen, darunter für die Directors Guild of Canada Awards, die Genie Awards und einen Leo Award.
Ab 2008 verlagerte sich Skoglands Arbeit wieder zum Fernsehen, wo sie in den folgenden Jahren fast ausschließlich Episoden verschiedener Fernsehserien inszenierte. Dazu zählen The Listener – Hellhörig, Boardwalk Empire, Die Borgias, Under the Dome, Once Upon a Time in Wonderland und Vikings.
Kari Skogland ist mit dem Filmeditor Jim Munro verheiratet und hat mit ihm zwei Töchter. Die beiden hatten sich um das Jahr 1979 bei Arbeiten an Werbespots kennengelernt und führten diese Zusammenarbeit auch später noch bei einigen Filmen fort, zuletzt 2008 bei 50 Dead Men Walking.

## Filmografie (Auswahl)

### Als Regisseurin
Filme
- 1996: Groß wie Wassermelonen (The Size of Watermelons)
- 1997: Men with Guns
- 1998: Heirate nie einen Cowboy (Nothing Too Good for a Cowboy, Fernsehfilm)
- 1998: White Lies (Fernsehfilm)
- 1999: Kinder des Zorns 6 – Isaacs Rückkehr (Children of the Corn 666: Isaac’s Return)
- 2000: The Courage to Love (Fernsehfilm)
- 2000: Nature Boy (Fernsehfilm)
- 2001: Zebra Lounge
- 2002: Liberty Stands Still
- 2003: Riverworld – Welt ohne Ende (Riverworld, Fernsehfilm)
- 2004: Chicks with Sticks
- 2006: Banshee – Extreme Fast, Extreme Furious! (Banshee, Fernsehfilm)
- 2006: Rapid Fire – Der Tag ohne Wiederkehr (Rapid Fire, Fernsehfilm)
- 2007: The Stone Angel
- 2008: 50 Dead Men Walking – Der Spitzel (Fifty Dead Men Walking)

Serien
- 1994: Dead at 21 – Tödliche Träume (Dead at 21, Episode 1x05)
- 1994–1995: Catwalk – Eine Band will nach oben (Catwalk, 6 Episoden)
- 1996: Traders (6 Episoden)
- 1997: Nikita (Episode 1x04)
- 1998: The Crow – Die Serie (The Crow: Stairway to Heaven, 2 Episoden)
- 2000–2001, 2003: Queer as Folk (3 Episoden)
- 2005: Terminal City (2 Episoden)
- 2009–2012: The Listener – Hellhörig (The Listener, 8 Episoden)
- 2010: Shattered (2 Episoden)
- 2012: Boardwalk Empire (Episode 3x04)
- 2012–2013: Die Borgias (The Borgias, 6 Episoden)
- 2013: Under the Dome (2 Episoden)
- 2014: Once Upon a Time in Wonderland (Episode 1x13)
- 2014: Vikings (2 Episoden)
- 2014: Power (2 Episoden)
- 2015: Sons of Liberty (3 Episoden)
- 2015: Fear the Walking Dead (2 Episoden)
- 2016–2017: The Walking Dead (2 Episoden)
- 2016: House of Cards (Episode 4x11)
- 2017–2018: The Handmaid’s Tale – Der Report der Magd (The Handmaid’s Tale, 5 Episoden)
- 2018: Condor (2 Episoden)
- 2019: NOS4A2 (2 Episoden)
- 2019: The Rook (2 Episoden)
- 2019: The Loudest Voice (2 Episoden)
- 2021: The Falcon and the Winter Soldier (6 Episoden)

### Als Drehbuchautorin
- 2000: John John in the Sky
- 2002: Liberty Stands Still
- 2007: The Stone Angel
- 2008: 50 Dead Men Walking – Der Spitzel (Fifty Dead Men Walking)

### Als Produzentin
- 1996: Groß wie Wassermelonen (The Size of Watermelons)
- 2007: The Stone Angel
- 2008: 50 Dead Men Walking – Der Spitzel (Fifty Dead Men Walking)